# Andricus
Andricus is een geslacht van insecten uit de familie der echte galwespen (Cynipidae).

## Kenmerken
Deze insecten hebben een glanzend pantser met putjes, en een glad, glanzend achterlijf.

## Verspreiding en leefgebied
Dit geslacht is wijdverspreid in Europa. De larven leven op verschillende eikensoorten.

## Soorten
- Andricus catalinensis Melika, Nicholls & Stone, 2021
- Andricus chapmanii Melika & Abrahamson, 2021
- Andricus chiricahuensis Melika, Nicholls & Stone, 2021
- Andricus coconinoensis Melika, Nicholls & Stone, 2021
- Andricus columbiensis Melika, Nicholls & Stone, 2021
- Andricus cooki Melika, Nicholls & Stone, 2021
- Andricus fitzpatricki Melika & Abrahamson, 2021
- Andricus highlandensis Melika, Nicholls & Stone, 2021
- Andricus mellificus Nicholls, Stone & Melika, 2021
- Andricus menkei Melika & Abrahamson, 2021
- Andricus mogollonensis Melika, Nicholls & Stone, 2021
- Andricus nichollsi Melika & Stone, 2021
- Andricus schickae Nicholls, Melika & Stone, 2021
- Andricus torreyaensis Melika & Abrahamson, 2021
- Andricus williami Melika, Nicholls & Stone, 2021

- Andricus archiboldi Melika & Abrahamson, 2021
- Andricus aries (Girauld, 1859) – Ramshoorngalwesp
- Andricus askewi Melika & Stone, 2001
- Andricus assarehi
- Andricus atkinsonae
- Andricus atrimentus
- Andricus burgundus
- Andricus caliciformis
- Andricus caputmedusae
- Andricus conglomeratus
- Andricus conificus
- Andricus coriarius
- Andricus coronatus
- Andricus corruptrix – Eikentopgalwesp
- Andricus crispator
- Andricus curvator – Gordelgalwesp
- Andricus cydoniae – Moseikkweegalwesp
- Andricus dentimitratus
- Andricus fecundatrix – Ananasgalwesp
- Andricus flocci
- Andricus galeatus
- Andricus gemmeus – Stompe schorsknopgalwesp
- Andricus glutinosus
- Andricus grossulariae – Egelgalwesp
- Andricus hartigi
- Andricus hungaricus
- Andricus hystrix
- Andricus inflator – Knotsgalwesp
- Andricus kashiwaphilus
- Andricus kollari – Knikkergalwesp
- Andricus lignicolus – Colanootgalwesp
- Andricus lucidus (Hartig, 1843)
  - = Andricus aestivalis Giraud, 1859
  - = Andricus lucidoserinaceus Kieffer, 1901
  - = Cynips lucidus Hartig, 1843
- Andricus malpighii – Ongesteelde knopgalwesp
- Andricus mayri
- Andricus mediterraneae
- Andricus mitratus
- Andricus mukaigawae
- Andricus multiplicatus
- Andricus panteli
- Andricus pictus
- Andricus polycerus
- Andricus quadrilineatus – Gerimpelde meeldraadgalwesp
- Andricus quercuscalicis – Knoppergalwesp
- Andricus quercusradicis – Truffelgalwesp
- Andricus quercusramuli – Wattengalwesp
- Andricus quercustozae
- Andricus schrockingeri
- Andricus seckendorffi
- Andricus singularis – Mosknopgalwesp
- Andricus solitarius – Kruikgalwesp
- Andricus spectabilis
- Andricus superfetationis
- Andricus symbioticus
- Andricus testaceipes – Spitse kegelgalwesp
- Andricus theophrastii
- Andricus tinctoriusnostrus
- Andricus tomentosus
- Andricus truncicolus
- Andricus vindobonensis
- Andricus viscosus